# 朔庄省
朔莊省（越南语：／），一作“滀臻省”，又譯“蓄臻省”，是原越南湄公河三角洲的一個省，省莅朔莊市。

## 名称
“朔庄”（Sóc Trăng），来源于高棉语 "ស្រុក" (srok, “村寨”) 和"ឃ្លាំង" (khlĕəng, “仓库”), 意为“仓库用地”; 也有来源显示"Sóc Trăng"是高棉语"ស្រុក ត្រែង"（srok traeng，"traeng"即芦苇 ) 的音译，即“芦苇村寨”之意。

## 地理
朔庄省北和西北接后江省，西南接薄寮省，东北接茶荣省和永隆省，东和东南临南中国海。

## 历史

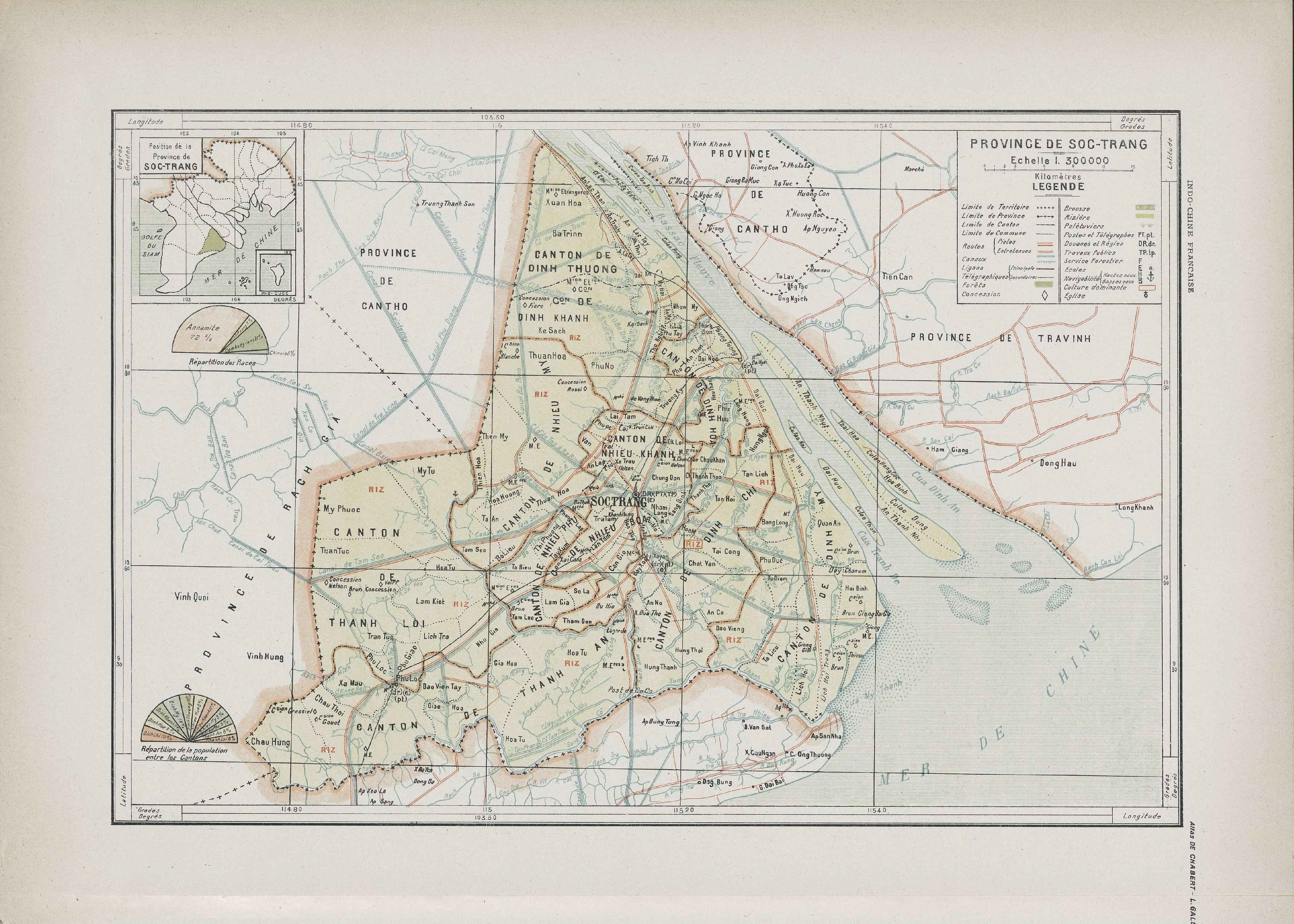
法属印度支那时期的朔庄省地图

2009年12月23日，隆富县和美川县析置镇夷县。
2011年8月25日，永州县改制为永州市社。
2013年12月29日，我𠄼县改制为我𠄼市社。
2025年7月1日併入芹苴市後走入歷史。

## 行政區劃
朔庄省下辖1市2市社8县，省莅朔庄市。
- 朔莊市（Thành phố Sóc Trăng）
- 我𠄼市社（Thị xã Ngã Năm）
- 永州市社（Thị xã Vĩnh Châu）
- 週城縣（Huyện Châu Thành）
- 岣崂榕县（Huyện Cù Lao Dung）
- 計冊縣（Huyện Kế Sách）
- 隆富縣（Huyện Long Phú）
- 美秀縣（Huyện Mỹ Tú）
- 美川縣（Huyện Mỹ Xuyên）
- 盛治縣（Huyện Thạnh Trị）
- 镇夷县（Huyện Trần Đề）

## 外部連結
- 朔庄省电子通信门户网站 （页面存档备份，存于）（越南文）